# 이다현 (가수)
이다현은 대한민국의 가수다. 2020년 싱글 [그때의 우린]으로 정식 데뷔했다.

## 방송
- 히든싱어 6 (2020) - 김완선 편 4위

## 음반
- 그때의 우린 (2020)

### 크림 치즈
- LOVED (2017)

## 공연
- 홍대라이브버스킹데이 밴드 고양이와 타르트 공연 (2017)

## 기타
- chanakorea [ㅠ ㅠ(feat.빈첸)] (2019) - 코러스 레코딩
- 펜트하우스 ost [CROWN] (2020) - 작사
- Heisnotkorean [입국심사] (2021) - 피쳐링
- 사내맞선 ost [사랑이 내 안에 들어와] (2022) - 작사/작곡/코러스 레코딩